# Sportivnaja (metropolitana di Samara)
Sportivnaja (in russo: Спортивная) è una stazione della Linea 1, della Metropolitana di Samara. È stata inaugurata il 25 marzo 1993